# Dulce María Loynaz

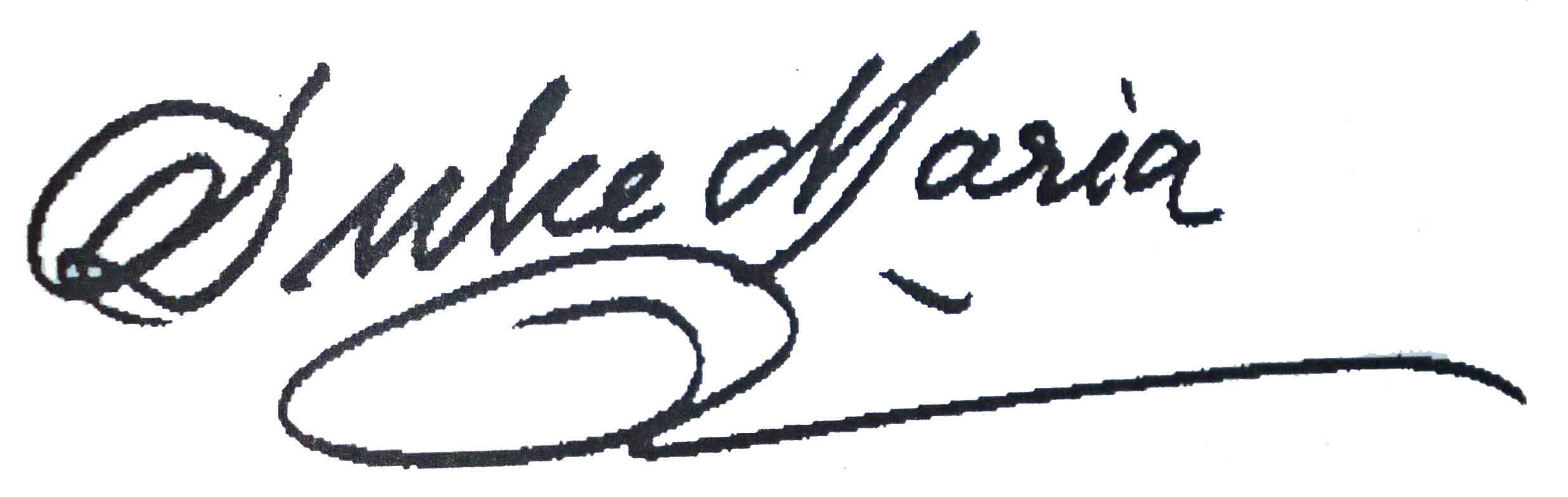

Dulce María Loynaz de Alvarez de Cañas (* 10. Dezember 1903 in Havanna, Kuba; † 27. April 1997 ebenda) war eine der bedeutendsten kubanischen Dichterinnen und Mitglied der Real Academia Española.

## Leben

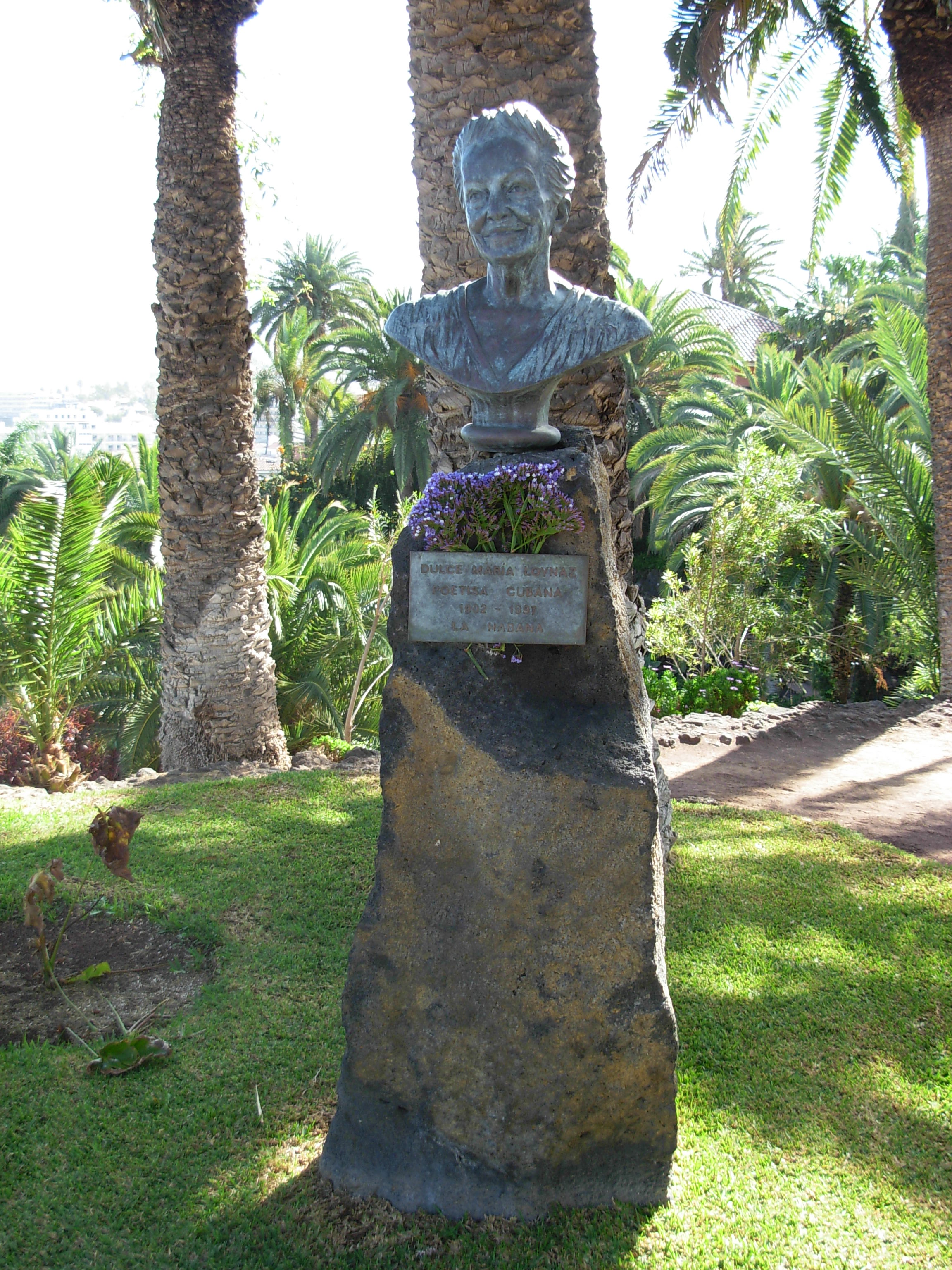
Denkmal der Dichterin in Puerto de la Cruz (Teneriffa)

Dulce María Loynaz war die Tochter des Generalmajors des kubanischen Befreiungskrieges gegen die spanische Kolonialmacht 1895–1898 Enrique Loynaz del Castillo. Sie hatte bis zu ihrem Eintritt in die Universität von Havanna nie eine Schule besucht. 1927 erlangte sie den Doktortitel an der juristischen Fakultät.
Ihre ersten Gedichte wurden 1920 in der Zeitschrift La Nación veröffentlicht. Im selben Jahr besuchte sie die USA. Sie bereiste verschiedentlich Nord- und Südamerika und fast ganz Europa sowie viele Länder in Asien.
In den 1950er Jahren veröffentlichte sie wöchentliche Chroniken in den Zeitschriften El País und Excélsior. Darüber hinaus arbeitete sie auch an Zeitschriften wie Social, Grafos, Diario de la Marina, El Mundo, Revista Cubana, Revista Bimestre Cubana und Orígenes mit.
1959 wurde sie in die Real Academia Española gewählt und war deren Vorsitzende für Kuba bis zu ihrem Tod. 1992 erhielt sie den Premio Cervantes sowie Auszeichnungen für ihre journalistischen Arbeiten. Sie unterhielt Kontakt zu Dichterkollegen wie Federico García Lorca und den Nobelpreisträgern Gabriela Mistral und Juan Ramón Jiménez.
Sie starb in ihrem Haus im Stadtteil Vedado in Havanna im Alter von 93 Jahren.

## Werke

Dulce María Loynaz gewidmetes Literaturzentrum in Havanna, 2005

Poesie
- Versos  (1950)
- Juegos de agua  (1951)
- Poemas sin nombre  (1953)
- Ultimos días de una casa  (1958)
- Poemas escogidos  (1985)
- Poemas náufragos  (1991)
- Bestiarium (1991)
- Finas redes (1993)
- La novia de Lázaro (1993)
- Poesía completa (1993)
- Melancolía de otoño (1997)
- La voz del silencio (2000)
- El áspero sendero (2001)

Erzählung
- Jardín
- Un Verano en Tenerife